# Filles de l'Enfant-Jésus
Ne doit pas être confondu avec Oblates du Saint Enfant Jésus, Sœurs de l'Enfant-Jésus, Sœurs de l'Enfant Jésus – Providence de Rouen ou Sœurs de l'Enfant Jésus - Nicolas Barré.

La congrégation des filles de l'Enfant-Jésus fut fondée en 1825, par la Mère Natalie Doignies à Lille. La même année, la commune de Lille lui laisse la direction de la maison de bienfaisance, actuellement remplacée par la mairie de quartier de Lille-Centre. Le 7 septembre 1826, l'archevêque de Cambrai (dont Lille dépendait alors) reconnu canoniquement la congrégation. Le 22 avril 1827, le roi Charles X leur accorda sa reconnaissance légale et elles s'installèrent au 32 de la rue de Metz. Suivant le souhait de leur fondatrice, les sœurs s'installèrent dans l'ancien couvent des carmes déchaussés, construit en 1623 et donnant sur la rue de Thionville et la place de Gand à Lille en 1855. En 1882, la congrégation compte 700 soeurs, et est également présente en Belgique. Ses effectifs montent à 820 en 1900. 
En 1944, les sœurs s'implantèrent à Saint-Maurice Pellevoisin, en la Maison des Buissonnets, rue de la Louvière. Puis, en 1957, dans l'esprit de l'encyclique Fidei donum, elles créèrent des maisons missionnaires en Afrique. Toujours en 1957, elles fondèrent une maison à Lille-Sud, aujourd'hui centre de santé polyvalent. Très marquées par l'École française de spiritualité[réf. nécessaire], les sœurs de l'institut, par le passé, se sont surtout occupées d'orphelins, leur prodiguant enseignement traditionnel et catéchisme. En 1980, la maison-mère se double en maison de retraite inter-congrégations pour femmes et hommes.[réf. nécessaire]

## Pour approfondir